# Cementerio de Warriston
El Cementerio de Warriston (en inglés: Warriston Cemetery) se ubica en Warriston, uno de los suburbios del norte de Edimburgo, Escocia al norte del Reino Unido. Fue construido por la entonces recién formada Compañía de Cementerios de Edimburgo, y ocupa unos 14 acres (5,7 hectáreas) de tierra en un sitio ligeramente inclinado. Contiene muchas decenas de miles de tumbas, incluyendo figuras de estilo victoriano y eduardiano notables, siendo la más eminente la del médico Sir James Young Simpson.
Está situado en el lado norte de Water of Leith, y cuenta con un impresionante paisaje, en parte previsto, en parte, no planificado debido a su reciente abandono. 